# Ecliptophanes
Ecliptophanes is een kevergeslacht uit de familie van de boktorren (Cerambycidae). De wetenschappelijke naam van het geslacht werd voor het eerst geldig gepubliceerd in 1935 door Melzer.

## Soorten
Ecliptophanes omvat de volgende soorten:
- Ecliptophanes bucki (Melzer, 1935)
- Ecliptophanes chacunfrancozi (Tavakilian & Peñaherrera, 2003)
- Ecliptophanes laticornis (Melzer, 1922)
- Ecliptophanes scopipes (Zajciw, 1965)
- Ecliptophanes silvai (Zajciw, 1958)